# Ceratostylis brevipes
Ceratostylis brevipes är en orkidéart som beskrevs av Rudolf Schlechter. Ceratostylis brevipes ingår i släktet Ceratostylis och familjen orkidéer.
Artens utbredningsområde är Papua Nya Guinea. Inga underarter finns listade i Catalogue of Life.